# Белоречанское
Белоречанское (укр. Білорічанське) — село,
Приазовский поселковый совет,
Приазовский район,
Запорожская область,
Украина.
Код КОАТУУ — 2324555101. Население по переписи 2001 года составляло 91 человек.

## Географическое положение
Село Белоречанское находится на правом берегу реки Домузла,
выше по течению на расстоянии в 1,5 км расположено село Гамовка.

## История
- 1943 год — дата основания.